# 聖胡安貝圖利亞
聖胡安貝圖利亞是哥倫比亞的城鎮，位於該國北部，由蘇克雷省負責管轄，距離首府辛塞萊霍21公里，始建於1722年，面積199平方公里，海拔高度129米，2005年人口12,215。

## 外部連結
- （西班牙文） Gobernacion de Sucre - San Juan Betulia

9°16′32″N 75°14′44″W / 9.27556°N 75.2456°W